# Giovanni Brunero
Giovanni Giuseppe Brunero (San Maurizio Canavese, província de Torí, 15 de març de 1898 - Cirié, 23 de novembre de 1934) fou un ciclista italià, professional durant els anys 1920.
Ja com a amateur va ser campió nacional de fons en carretera el 1919. El 1920 va passar a ser professional i va aconseguir el campionat nacional júnior. Al mateix temps va obtenir altres grans resultats, com ara el segon lloc a la Volta a Llombardia, el tercer lloc del Campionat d'Itàlia de ruta i 5è a la Milà-San Remo.
Va ser un dels ciclistes dominadors del Giro d'Itàlia durant els anys 20, guanyant les edicions de 1921, 1922 i 1926 i sent segon el 1923 i el 1927. Al Tour de França sols destaca una victòria d'etapa el 1924.

## Palmarès
- 1919
  -  Campió d'Itàlia en ruta amateur
- 1920
  - 1r del Giro d'Emília
- 1921
  -  1r del Giro d'Itàlia i vencedor d'una etapa
  - 1r del Giro del Piemont
- 1922
  -  1r del Giro d'Itàlia i vencedor de dues etapes
  - 1r de la Milà-San Remo
  - Campió del Piemont
  - 1r al Giro de la província de Milà, amb Gaetano Belloni
- 1923
  - 1r a la Volta a Llombardia
  - 1r al Giro de Romanya
  - 1r al Giro de la província de Milà, amb Costante Girardengo
- 1924
  - 1r de la Volta a Llombardia
  - 1r al Giro de la província de Milà, amb Bartolomeo Aimo
  - Vencedor d'una etapa al Tour de França
- 1925
  - Vencedor d'una etapa al Giro d'Itàlia
- 1926
  -  1r del Giro d'Itàlia i vencedor d'una etapa
  - 1r al Giro de la província de Milà, amb Alfredo Binda
- 1927
  - Vencedor d'una etapa al Giro d'Itàlia

### Resultats al Tour de França
- 1924. Abandona (14a etapa). Vencedor d'una etapa

### Resultats al Giro d'Itàlia
- 1920. Abandona
- 1921. 1r a la classificació general i vencedor d'una etapa
- 1922. 1r a la classificació general i vencedor de dues etapes
- 1923. 2n a la classificació general
- 1925. 3r a la classificació general i vencedor d'una etapa
- 1926. 1r a la classificació general i vencedor d'una etapa
- 1927. 2n a la classificació general
- 1928. 9è a la classificació general